# Membrana sinovial
La membrana sinovial és una capa de teixit conjuntiu que envolta les cavitats de les articulacions, els embolcalls dels tendons i les bosses plenes de líquid entre els tendons i els ossos. La membrana sinovial produeix la sinòvia, un líquid viscós amb funció de lubricant. Quan funciona mal, pot provocar dolors en les articulacions.